# عز الدين القسام
محمد عز الدين بن عبد القادر القسام (1300هـ/1883م - 1354هـ/1935م) الشهير باسم عز الدين القسام، عالم مسلم، وداعية، ومجاهد، وقائد، ولد في بلدة جَبَلة من أعمال اللاذقية سنة 1883م، وتربى في أسرة متديّنة ومعروفة باهتمامها بالعلوم الشرعية، ثم ارتحل إلى الجامع الأزهر بالقاهرة سنة 1896م عندما بلغ الرابعة عشرة من عمره، وتخرّج منه سنة 1906م، وعاد إلى بلده جبلة، حيث عمل مدرساً وخطيباً في جامع إبراهيم بن أدهم.
احتل الفرنسيون الساحل السوري في ختام الحرب العالمية الأولى سنة 1918م، فثار القسام في جماعة من تلاميذه ومريديه، وطارده الفرنسيون، فقصد دمشق إبان الحكم الفيصلي، ثم غادرها بعد استيلاء الفرنسيين عليها سنة 1920م، فأقام في حيفا بفلسطين، وتولى فيها إمامة جامع الاستقلال وخطابته، ورئاسة جمعية الشبان المسلمين. واستطاع القسام في حيفا تكوين جماعة سرية عُرفت باسم العُصبة القسّامية، وفي عام 1935م شددت السلطات البريطانية الرقابة على تحركات القسام في حيفا، فقرر الانتقال إلى الريف حيث يعرفه أهله منذ أن كان مأذوناً شرعياً وخطيباً يجوب القرى ويحرض ضد الانتداب البريطاني، فأقام في قضاء جنين ليبدأ عملياته المسلحة من هناك. إلا أن القوات البريطانية كشفت أمر القسام، فتحصن هو وبعض أتباعه بقرية نزلة الشيخ زيد، فلحقت القوات البريطانية بهم وطوقتهم وقطعت الاتصال بينهم وبين القرى المجاورة، وطالبتهم بالاستسلام، لكنه رفض واشتبك مع تلك القوات، وقتل منها خمسة عشر جندياً، ودارت معركة غير متكافئة بين الطرفين لمدة ست ساعات، وانتهت المعركة بإستشهاد القسام وثلاثة من رفاقه، وجُرح وأُسر آخرون. كان لإستشهاد القسَّام الأثر الأكبر في اندلاع الثورة الفلسطينية الكبرى عام 1936م، والتي كانت نقطة تحول كبيرة في مسيرة الحركة الوطنية الفلسطينية بعد ذلك.

## مولده وأسرته
ولد محمد عز الدين القسام في بلدة جبلة عام 1300هـ الموافق 1883م، واشتهر باسم عز الدين، ولكن اسمه مركب فهو محمد عز الدين، ولذلك ترجم له الزركلي في أعلامه في حرف الميم باسم محمد عز الدين، وهكذا جاء اسمه في رسالة النقد والبيان، وقد جرت عادة الناس في مثل هذا التركيب أن يشهروا الاسم الثاني ويهملوا الاسم الأول.
أما الأب: فهو عبد القادر بن مصطفى بن يوسف بن محمد القسام. وكان الجد مصطفى وشقيقه قد قدما إلى جبلة من العراق، وهما من المُقدَّمين في الطريقة القادرية المنسوبة إلى الإمام عبد القادر الجيلاني، ولهذا كان أنصار الطريقة القادرية في العراق يقدمون إلى جبلة لزيارة أضرحة عبد القادر ووالده مصطفى في جبلة، فكان عز الدين يردع هؤلاء، ويحثهم على الامتناع عن الحج إلى جبلة لهذا الغرض. تزوج عبد القادر القسام بامرأتين: أولاهما من قلعة المرقب، وهي آمنة جَلّول، فأنجب منها: أحمد ومصطفى وكاملاً وشريفاً. وثانيتهما من جبلة، وهي أم عز الدين، حليمة قصاب (أو القصاب)، وقال بعضهم إنها من آل نور الله، ولعل القصاب فخذ من آل نور الله، أو نور الله فخذ من آل القصاب. وأشقاء عز الدين منها: أمين وفخري (أو فخر الدين) وفاطمة (وفي رواية: نبيهة). وكان عز الدين سادس سبعة إخوة وأشقاء، وثاني ثلاثة أشقاء.
كانت أسرة عز الدين القسام تعيش على الكفاف والصبر على الفقر، ولكنّ رصيدها من الذكر الحسن كبير، فهي أسرة متديّنة، ولها حظ من العلم الشرعي، يحبها الناس لما لها من المكانة الدينية، فمنها أقطاب الطريقة القادرية، وكان للطرق الصوفية أنصار كثيرون في ذلك الزمان، وكان آل القسام مشهورين بالعلم والصلاح، يعطون ولا يأخذون، ويكسبون قوتهم من عملهم. ولكنّ المؤرخين اختلفوا في وصف حال عبد القادر القسام، فقالوا: إن عبد القادر القسام كان صاحب الطريقة القادرية، وقالوا: إنه رأس هذه الطريقة، والحقيقة أنه ورث الطريقة عن أبيه، وقد نقل أبوه هذه الطريقة من العراق حيث موطنه الأصلي، وقالوا: إن عبد القادر القسام عُرف بأنه كان حدّاداً، وأنه كان تقياً ورعاً ملمّاً بأصول الدين، وهذا ما جعله إماماً لجامع سوق الحدادين في وسط بلدة جبلة. وقالوا: إنه كان يدير كُتّأباً لتعليم الصبية تلاوة القرآن ومبادئ الكتابة. وقالوا: إنه كان يملك حاكورة يزرعها بمساعدة أولاده. وقالوا: إنه كان يعمل في أرض الأفندي. وقالوا أيضاً: إنه كان يعمل مستنطقاً في جبلة، ويقوم بكتابة أوراق النفوس أيام الدولة العثمانية. ويمكن الجمع بين هذه الأقوال: أن هذه الأعمال والوظائف مرّ بها القسام ولم يجمع بينها، فاشتغل حداداً في زمن، واشتغل مستنطقاً في زمن آخر، وكان يُعلّم الأولاد القرآن في بعض أوقاته، وكان يصلي بالناس في جامع السوق مختاراً يُقدمه الناس للإمامة إذا حضر.
أما طفولة عز الدين فقد أمضاها في بلدة جبلة، قرأ القرآن الكريم وتعلم القراءة والكتابة والحساب في الكتاتيب، ودرس مبادئ العلوم الشرعية على والده، وتتلمذ في جبلة في زاوية الإمام الغزالي لشيخين عُرفا بسعة العلم والمعرفة في اللغة والتفسير والحديث والفقه، وهما الشيخ سليم طيارة البيروتي الأصل، والشيخ أحمد الأروادي، ولما آنس منه أبوه رغبة في العلم أرسله إلى الأزهر. وبعد عودته إلى جبلة اقترن بالسيدة أمينة نعنوع من جبلة، فأنجب منها ولداً ذكراً سماه محمد، وثلاث بنات هنّ: عائشة وميمنة وخديجة. وقد وُلد ابنه محمد في فلسطين، حيث كان عمره حين وفاة والده سبع سنوات، وبلغت ميمنة درجة عالية من الثقافة في حياة والدها.

## رحلته إلى الأزهر
كان طلبة العلم يرتحلون في طلب العلم بعد أن تنفد المناهل العلمية في قريتهم ومحيطهم، وفي مطلع القرن الرابع عشر الهجري (أواخر القرن التاسع عشر الميلادي) لم يكن في جبلة إلا الكتاتيب التي تعلم أصول القراءة والكتابة وتلاوة القرآن وحفظه، ولم تكن قرى الساحل السوري ومدنه أوفر حظاً من جبلة، ولم تعد حلقات الدرس في الجامع الأموي بدمشق في المستوى الذي يستحق الرحيل إليه، فلم يبق إلا الجامع الأزهر في القاهرة، فارتحل إليه عز الدين القسام عندما بلغ الرابعة عشرة من عمره، سنة 1314هـ الموافق 1896م.

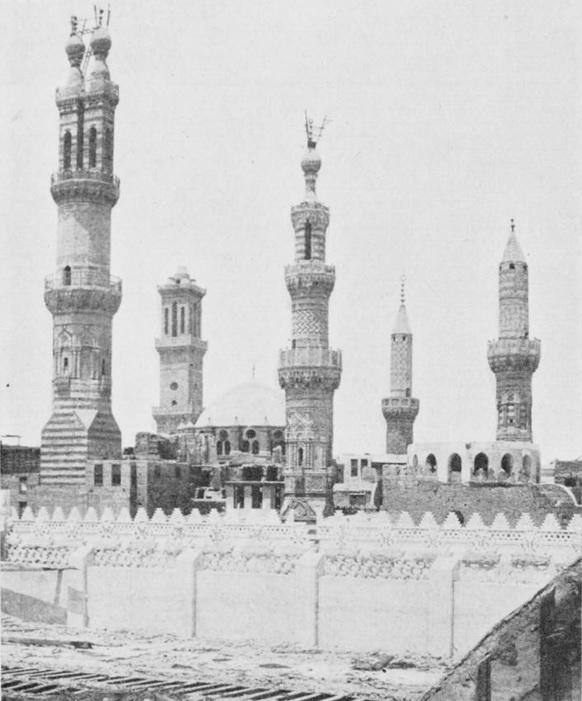
الجامع الأزهر سنة 1906م، وهي السنة التي تخرج فيها عز الدين القسام منه

أما طريقه إلى الجامع الأزهر فقد جاءت فيه ثلاث روايات: الأولى: إنه ركب قارب صيد من جزيرة أرواد إلى الإسكندرية، وانتقل من الإسكندرية إلى القاهرة براً. والثانية: إنه غادر متوجهاً إلى القاهرة، وكان يرافقه أخوه فخر الدين وعز الدين التنوخي ورضا مسيلماني ومصطفى مسيلماني وذيب البيرص وناجي أديب (ابن خالة عز الدين) ومنح غلاونجي. والثالثة: إنه ذهب مع أبيه عام 1896م إلى جزيرة أرواد القريبة ليسافر على أحد قوارب الصيد إلى الإسكندرية، فسافر عز الدين وابن خالته ناجي أديب وبرفقتهم أخوه فخر الدين وعز الدين التنوخي وبعض طلاب العلم. وتجتمع هذه الرواية مع الرواية الأولى في أنه سافر عن طريق جزيرة أرواد بقارب صيد، وتجتمع الثانية مع الثالثة في إثبات رفاق في الرحلة من أرواد إلى مصر.
هناك اتفاق بين الرواة على أن عز الدين القسام ارتحل إلى الأزهر عندما بلغ الرابعة عشرة من عمره، وهناك اختلاف في المدة التي أمضاها في الدراسة، فمنهم من قال: إنها ثماني سنوات، ومنهم من قال: إنها عشر سنوات، وليس هناك إحصاء يبين المشايخ الذين تتلمذ عليهم القسام، ولا دراسة حول المنهج الدراسي والعلوم التي درسها، أو العلوم التي كان يميل إليها وتبحّر في دراستها. ومن المؤكد أن القسام لم يشهد نظام مراحل الدراسة، لأن تقسيم الدراسة الأزهرية إلى مراحل دراسية كان في سنة 1911م أي بعد مغادرة القسام الأزهر، وكانت الدراسة قبل هذا التاريخ تسير على طريقة الحلقات، دون نظام للقبول والامتحانات والشهادات، ودون التمييز بين مختلف المراحل الدراسية، ودون تحديد للمناهج. وبهذا نستطيع أن نقرر أن عز الدين القسام نال شهادة الأزهر العالية دون أن يمر بالمراحل الدراسية: الابتدائية فالثانوية، بل اعتمدت دراسته على الجهد الحر في الدراسة، وكان الانتقال من منزلة إلى أخرى بمقدار ما يستوعب من العلوم التي تؤهله للارتقاء إلى مصافّ العلماء. وكانت العلوم الشرعية (الفقه والتفسير والحديث والأصول) والمواد اللغوية (النحو والبلاغة) هي مدار الدراسة الأزهرية.
وقد روى عز الدين التنوخي زميل عز الدين القسام أن المال نفد منهما وهما في مصر يدرسان في الأزهر، فاقترح القسامُ أن يعدّ التنوخي الحلوى (الهريسة أو النمورة) وأن يقوما ببيعها، ليوفرا من ربحها حاجاتهما، ويستغنيا عن سؤال ذوي اليسار من رفاقهما، فاستفظع التنوخي الأمر وقال: «ولكني أخجل ولا أستطيع المناداة»، فأجابه القسام: «أنا أصيح على بضاعتنا»، وبهذه الوسيلة تمكن الاثنان من مواصلة الدراسة. وذات يوم جاء والد التنوخي لزيارته في القاهرة، وقبل دخوله الأزهر وجد ابنه إلى جوار القسام خلف صينية الهريسة، فسأل: «ما هذا؟» فأجابه ابنه محاولاً رد التهمة عن نفسه: «عز الدين علمني، وهو صاحب الفكرة»، فقال له: «حقاً لقد علمك الحياة»، وفي رواية أخرى: «لقد علمك الاعتماد على النفس، وكسب الرزق الحلال الطيب، وحفظ ماء الوجه من ذل السؤال».

## العودة إلى جبلة
تخرّج عز الدين القسام من الأزهر سنة 1906م أو سنة 1909م، وعاد إلى أهله بعد أن أمضى عشر سنوات في جوار الأزهر، نال في نهايتها الإجازة العلمية الدالة على تضلعه في العلوم الإسلامية، ويظهر من نهجه الحياتي المستقبلي أنه لم يكن جمّاعةً حافظاً فقط، وإنما كان فقيهاً في كل ما جمع من العلوم والمعارف. وجعل عز الدين يُدرّس في جامع إبراهيم بن أدهم التفسير والحديث، ويلقي الخطب حاضّاً على التمسك بشعائر الإسلام والأخلاق الإسلامية.
كان المجتمع الريفي في ذلك الوقت ينقسم إلى طبقتين: طبقة الأفندية، وطبقة الفلاحين. أما طبقة الأفندية فقد امتلكت ثلاثة أرباع الأرض، وأما طبقة الفلاحين فإنهم كانوا يعملون في الأرض التي ورثوها عن أجدادهم بما يسدّ جوعهم، وتذهب أكثر خيراتها إلى الأفندية، وقد حرص عبد القادر القسام أن يصحب ابنه عز الدين إلى قصر الأفندي ديب الذي تعمل أسرة القسام في أرضه للسلام عليه وإعلامه بالعودة، ولكن عز الدين رأى في هذا الأسلوب عكساً للسنة، فالمقيم هو الذي يغشى العائد من سفره ويسلم عليه، وهذه هي سنة المسلمين وعرف الناس، ولذلك رفض الابن نصيحة أبيه، لأنه كان يريد أن يُجنّب نفسه وأباه المذلة، وأن يُصلح العُرف الخاطئ الذي سنّه الظالمون. وقد ضاق الأفندية ذرعاً بوجود عز الدين في هذا الريف الغافي على الظلم، لأنه أخذ ينبّه الغافلين ويرشد الضالين، فقد روى عبد الوهاب زيتون الجَبَلي «أن القوى الإقطاعية من أفندية الساحل السوري قد تألبت عليه، وأرادت نفيه إلى إزمير التركية للتخلص من صوته الجريء».
وبعد أمد قصير من عودته إلى الأهل جدّد العزم على الرحلة، فتوجّه إلى إسطنبول عاصمة الخلافة العثمانية، وذلك ليطّلع على الأساليب المتّبعة في الدروس المسجدية. ولم يطل مقام القسام في البلاد التركية، لأنه شاهد في القرى والمدن التي زارها من الجهل ما روّعه، ورأى أن الجهل هو سبب كل تخلف وفساد، فعاد إلى بلدته جبلة وهو عازم على البداية من أول الطريق، وقرر أن يتولى تعليم الأطفال في الصباح، وتعليم الكبار في المساء، ووظف كل طاقته وإمكاناته في التعليم. ولتحقيق هذا الهدف فتح مدرسة في جبلة سنة 1912م درّس فيها الأطفال واليافعين نهاراً والرجال الكبار مساءً، بعد أن كان مدرساً في مدينتي بانياس واللاذقية، كما درّس الحديث وتفسير القرآن الكريم في جامع إبراهيم بن أدهم بجبلة، ثم عُيّن موظفاً في شعبة التجنيد بجبلة، فكان بعد فراغه من عمله يعقد الحلقات التدريسية في مساجد البلد.
وعندما صار خطيباً في جامع المنصوري في وسط البلدة كان المصلون يتوافدون إلى المسجد من أحياء البلدة القريبة والبعيدة ومن القرى المجاورة، «كانوا يتوافدون لسماع هذا النمط الجديد من خطب الجمعة التي تهز المشاعر، وتعالج المشكلات اليومية، وتتناول هموم المسلمين، وتقدّم لهم الإسلام غضاً طرياً بأسلوب سهل يفهمونه»، وكان الخطباء قد تعودوا أن يُسمعوا المصلين في كل خطبة كلمات الإطراء والحمد للأفندية والآغوات، أما عز الدين القسام فقد كسر العرف عندما اعتلى منبر جامع المنصوري فقال:
وكان يدعو المصلين إلى محاربة الفقر والبؤس بالعمل الدؤوب واستنباط خيرات الأرض، ويدعو الناس إلى التعاون والمحبة والإيثار.

## محاربة الغزو الإيطالي لليبيا
كانت الدول الأوروبية الاستعمارية تتسابق لبسط سيطرتها على مشرق العرب ومغربهم منذ أواخر القرن التاسع عشر، وكان بينها صراع، ثم تم الاتفاق على القسمة، حيث عُقدت اتفاقية بين إيطاليا وفرنسا تنص على أن تتخلى الأخيرة عن مطامعها في طرابلس الغرب (ليبيا)، وتطلق إيطاليا يد فرنسا في مراكش، وضمنت إيطاليا موافقة بريطانيا وروسيا على ذلك. وفي سنة 1911م قررت إيطاليا الاستيلاء على طرابلس الغرب، فحاصر أسطولها مدينة طرابلس في 30\9\1911م. وعندما وصل خبر الحصار إلى مسامع أهل بلاد الشام، ثارت موجة عارمة من الغضب، كان للقسام دور بارز فيها، إذ أخذ يؤثر في جمهور الساحل السوري بغيرته وحماسته وقدرته الخطابية، ويُثير دمَ الأخوّة ويفجر العواطف الكامنة، وقد خرج القسام إلى الشوارع يقود الجماهير في جبلة واللاذقية ومدن الساحل وقراه. وعندما تمكن الجند الإيطالي من احتلال ليبيا انتقل القسام من قيادة التظاهرات الشعبية إلى قيادة حملات تجنيد الشباب باسم الجهاد، للدفاع عن شرف المسلمين ومنع نزول المذلة بهم.
تمكن عز الدين القسام من تجنيد مئات الشباب من الساحل السوري، وقادهم بنفسه، وتعهدهم بالتدريب العسكري والفكري، وقام أيضاً بحملة لجمع الأموال والمؤن الكافية للنفقة على المتطوعين وأسرهم ولمساعدة المجاهدين في ليبيا. كما اتصل القسام بالحكومة التركية العثمانية، وحصل على موافقة الباب العالي في إسطنبول بنقل المتطوعين إلى الإسكندرونة، ونقلهم بعد ذلك بالباخرة إلى ليبيا، فودّع المجاهدون أهليهم، واتجهوا إلى شاطئ الإسكندرونة، ثم انتظروا قدوم الباخرة التي تقلهم إلى ليبيا، ولكن انتظارهم قد طال، ومضى على وجودهم في الإسكندرونة مدة أربعين يوماً أو يزيد دون أن يأتيهم خبر، فرجع المجاهدون إلى مدنهم وقراهم، وبنوا مدرسة بمال التبرعات لتعليم الأميين، وهناك رواية أخرى تقول: إن عز الدين القسام صمم على لقاء المجاهدين في ليبيا، وأن ينقل إليهم ما استطاع جمعه من معونات مادية، وأنه انتقل سراً إلى الأرض الليبية، وأنه التقى المجاهد الكبير عمر المختار.

## محاربة الاحتلال الفرنسي في سوريا

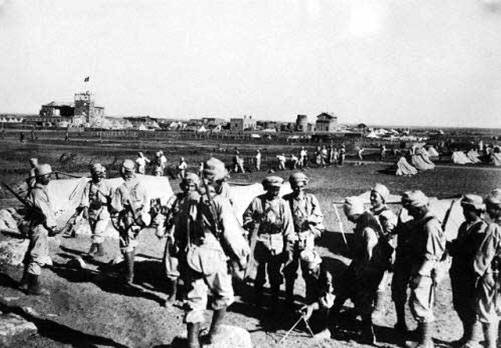
صورة للقوات الفرنسية أثناء غزو الساحل السوري عام 1918م

احتل الأسطول الفرنسي اللاذقية والساحل السوري في 10\10\1918م، فكان عز الدين القسام أول من رفع راية مقاومة فرنسا في تلك المنطقة، وأول من حمل السلاح في وجهها، وكان من نتاج دعاياته أن اندلعت نيران الثورة في منطقة صهيون، فكان في طليعة المجاهدين، وقد قاد عز الدين القسام مَن أطاعه من بني قومه ومن أهل بلدته إلى جهاد الفرنسيين، فقد نقل عنه ابن أخيه عبد المالك القسام أنه كان يقول: «ليس المهم أن ننتصر، المهم قبل كل شيء أن نعطي من أنفسنا الدرس للأمة والأجيال القادمة»، أي أنه كان يريد أن يضرب للناس مثلاً في الجهاد والقتال ويرفع من معنوياتهم.
وهناك رواية تقول: إنه قبل سقوط الساحل السوري بيد القوات الفرنسية في تشرين الأول (أكتوبر) سنة 1918م، باع عز الدين القسام بيته ليشتري بثمنه سلاحاً، وتقول الرواية أيضاً: إنه باع بيته في جبلة وانتقل إلى الحَفة مع زوجته وأولاده، أما بيع البيت فهو ثابت سواء أكان قبل الغزو الفرنسي أم بعده، ولكنّ الانتقال إلى الحفة مرحلة سبقتها مراحل.

### مراحل الإعداد لجهاد الفرنسيين
مرت ثورة القسام على الفرنسيين في سوريا بأربع مراحل هي:
المرحلة الأولى: وهي التعبئة المعنوية، إذ كانت خُطب القسام ودروسه جامعة، يتلقى فيها الناس ثقافة تؤهلهم لتحمل المسؤوليات الاجتماعية والوطنية، فقد استثمر القسام المنبر في التحريض والتعبئة وحض الناس على القتال، وكان يُلقب «داعية الجهاد». وعندما قَدِمت إلى اللاذقية سنة 1919م لجنة كراين الأمريكية لاستفتاء الناس في شأن تقرير مصير البلاد السياسي واختيار دولة تكون وصية عليها، شَخِص وفد من جبلة لمقابلتها، وكان القسام من رجاله، ولما سُئل عن رأيه قال: «لا وصاية ولا حماية»، فقال رئيس اللجنة: «نعتقد أنكم لا تستطيعون إدارة أنفسكم وحماية بلادكم، وأنتم على هذه الحال من الضعف وانعدام التجربة»، فأجاب القسام: «إننا نستطيع أن ندير أنفسنا، وليس غيرنا أقدر منا على ذلك، إذ لدينا قوة لا يملكها الآخرون»، وأخرج المصحف من جيبه وقال: «هذه قوتنا»، ثم عاد القسام وصحبه إلى جبلة، وصدورهم تمتلئ حقداً على قوات الحلفاء، وقد أُلّفت في جبلة بعدئذ إدارة وَلِيَ فيها القسام القضاء الشرعي.
المرحلة الثانية: بيع بيته وشراء السلاح، ليكون قدوة للناس في الجهاد بالمال والنفس، ولاعتقاده أن إمام الناس يجب أن يكون أمامهم في كل ما يدعو إليه.
المرحلة الثالثة: تدريب المتطوعين على استعمال السلاح وفنون القتال، فقد لبّى نداءَه جمعٌ غفيرٌ من أهل جبلة، فأخذ يدربهم على حمل السلاح وفنون القتال عند شاطئ خليج بحري يُدعى «البحيص» جنوب جبلة. وكان القسام ذا خبرة في استعمال السلاح لأنه التحق بالجيش العثماني عندما دعا السلطان العثماني إلى الجهاد لمحاربة الإنجليز، وللقسام خبرة أسبق من ذلك في إعداد المجاهدين وتجهيزهم عندما استجاب لنداء الحكومة العثمانية للتطوع لحرب إيطاليا في طرابلس سنة 1911م.
المرحلة الرابعة: عندما اكتشفته عيون الفرنسيين المبثوثة في كل مكان أخذوا يضيّقون عليه ويتربصون به، فلما أوجس منهم الريبة واستشعر الكيد والغدر، رأى أن مُنازلتهم في سهول جبلة المكشوفة تتيح لجيشهم قمع ثورته، فتطلّع إلى موقع أكثر حصانة وأبقى على الكفاح المسلح، فاختار جبال صهيون ميداناً للجهاد، فيمّم شطرها مع رجاله، واتخذ قاعدة عسكرية في قمة منيعة تقع قرب قرية «الزَّنقوقة»، وطفقوا يغيرون على المراكز العسكرية الفرنسية في الجبال وفي مشارف المدن الساحلية.
وقد كان لعصبته الجهادية أثر شديد الوقع على الفرنسيين، فحاولوا إغراءه واستمالته لوقف حركته، فأوفدوا إليه رسولاً يحمل رسالة شفوية يدعونه فيها إلى مسالمتهم والكف عن مقاومتهم، وإلى العودة إلى جبلة آمناً، ويَعِدونه بتعيينه قاضياً شرعياً في المنطقة، ولكنه رفض دعوتهم وقال لرسولهم: «عد من حيث أتيت، وقل لهؤلاء الغاصبين: إنني لن أقعد عن القتال أو ألقى الله شهيداً»، فلما عجز الفرنسيون عن استمالته وثنيه عن الجهاد، حَكَمَ عليه الديوان العُرفي فيما كان يُسمى «دولة العلويين» بالموت غيابياً، وصدر منشور يضم اسم عز الدين القسام وعدداً من المجاهدين.
ومن أشهر المواقع التي خاضها القسام وجماعته «معركة بانيا» حين تمكن القسام مع ثلة من المجاهدين من القيام بغارة ليلاً على الثكنة الفرنسية، وقتل حاميتها في آذار 1920م. ورداً على ذلك قاد الجنرال الفرنسي نيجر حملة على فلاحي القرى الساحلية، وقاموا بمذبحة في قرية بساتين الريحان بمنطقة الحفة، حيث جمعوا أهالي القرية في بيدر القرية وأمطروهم بوابل من الرصاص فقُتل مئة وسبعون شخصاً. وبعد هذه الحملات الوحشية اجتمع ما يسمى بالديوان العرفي في دولة العلويين، وأصدر حكماً غيابياً بإعدام عز الدين القسام، وحمّله مسؤولية تعريض الفلاحين الآمنين لما سيلحقهم من الأذى بسبب إيوائهم القسام ورفاقه، ووضع الفرنسيون مكافأة قدرها عشرة آلاف ليرة لمن يدل على مكان القسام أو يمسك به ويقدمه للسلطات الفرنسية.
اتبعت فرنسا أسلوب الأرض المحروقة والبيوت المهدومة لإرهاب سكان الريف والمدن، ولإجبارهم على التوقف عن مد الثوار بالجنود والطعام، فضعفت الثورة ثم توقفت، لأن المجاهدين لم يجدوا الإمدادات التي كانوا يطمحون إليها من القيادة السياسية في دمشق، فانتقل عز الدين القسام إلى دمشق للدفاع عنها من الاحتلال الفرنسي، ثم غادرها بعد استيلاء الفرنسيين عليها سنة 1920م، فأقام في حيفا.

## في حيفا
غادر القسام ورفاقه جبال صهيون، واتجهوا نحو جسر الشغور، ثم انتقلوا إلى بيروت، ثم كانت رحلة فردية للقسام إلى دمشق، ثم عاد إلى بيروت، وانتقلت الجماعة إلى صيدا على الشاطئ اللبناني بواسطة عربة يقودها حصان، ومن صيدا أقلّهم قارب إلى عكا، فأقام فيها أياماً أو شهوراً، كانت استراحة المسافر، أو للتشاور في أي الأماكن أنسب للإقامة الدائمة، فوازن بين عكا وحيفا، ودرس التركيبة السكانية لكلتا البلدتين، فمال إلى المجتمع الحيفاوي، لأن حيفا كانت سوقاً رائجة للعمل والعمال والتجارة، يفد إليها طلاب العمل والتجارة من الأقاليم العربية كافة، وبخاصة الإقليم السوري، لأن فلسطين كانت جزءاً من سوريا. وكان وصول القسام إلى فلسطين سنة 1920م فيما بين شهر آب سنة 1920م وأواخر السنة نفسها.

### وظائف القسام في حيفا

#### التعليم
بعد أشهر من قدوم عز الدين القسام إلى حيفا عمل مدرساً في مدرسة الإناث الإسلامية أولاً، وفي مدرسة البرج الإسلامية ثانياً، وذلك في أوائل عام 1921م أو سنة 1922م، وهاتان المدرستان تشرف عليهما الجمعية الإسلامية في حيفا، وكان متوسط أجره يتراوح ما بين أربعة وخمسة جنيهات. وكان القسام يُتبع هذه الوظيفة بإعطاء العمال دروساً في القراءة والكتابة، وذكر بعضهم أن القسام أسس مدرسة لتعليم الكبار القراءة والكتابة، وكان يبث من خلال دروسه الروحَ الجهادية في الطلاب. واستمر القسام بالتدريس في مدرسة البرج الإسلامية حتى عام 1925م.

#### الإمامة والخطابة

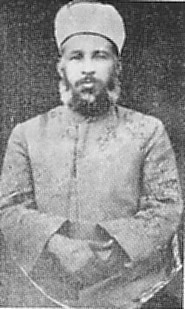
عز الدين القسام يرتدي القفطان والعمامة الأزهرية

تولى عز الدين القسام الخطابة في جامع الاستقلال في السنة التي تم فيها بناؤه وهي سنة 1925م، وكانت شهرة الشيخ العلمية قد سبقت بناء المسجد، فلما تم بناؤه وجدوا القسامَ خير من يقوم بالخطابة في هذا المسجد. وكانت رسالة الجهاد التي هاجر القسام من أجلها تشغل تفكيره، ويبحث عن الوسائل التي تحقق له هذا الهدف، فكان جامع الاستقلال منبره لإيصال هذه الرسالة إلى الجمهور، فامتلك الشيخ أداة فعالة استخدمها استخداماً ناجحاً لتحقيق خطته لإيجاد حركة جهادية، واستطاع بما أوتي من المواهب أن يجعل جامع الاستقلال جامع المدينة الأول، يؤمّه المصلون من قرى قضاء حيفا، لأن أخبار خطبته الأسبوعية كانت تتناقلها الركبان، وتجري بعضُ جمله مجرى الأمثال.
أعلن القسام في مسجد الاستقلال أن الإنجليز هم رأس البلاء والداء، ويجب توجيه الإمكانات كلها لحربهم وطردهم من فلسطين، قبل أن يتمكنوا من تحقيق وعدهم لليهود (وعد بلفور)، حيث جعلوه من أهداف الانتداب البريطاني في فلسطين، بل هو هدفهم الأول. وحذر عز الدين القسام المصلين في إحدى خطب الجمعة سنة 1927م من التساهل مع الهجرة اليهودية التي تحتل البلاد. وفي مسجد الاستقلال أخذ ينبّه عزة الإيمان في نفوس المسلمين، وأن الولاية والطاعة لا تكونان إلا لحاكم مسلم، فكان يردد دائماً الآية الكريمة: «يا أيها الذين آمنوا أطيعوا الله وأطيعوا الرسول وأولي الأمر منكم» ويُسهب في شرح «وأولي الأمر منكم» بأن أولي الأمر هم المسلمون الذين يُقرّون بالتوحيد، أما الإنجليز فلا طاعة لهم على المسلمين، وكان الإنجليز يبثون على لسان القاديانية، ومركزها حيفا، أن الدولة البريطانية وليّةُ أمر المسلمين ولها عليهم حق الطاعة.
ودعا القسام المسلمين إلى التمرد، وحرّضهم على ألا يسمعوا للعساكر البريطانية، ففي أواخر سنة 1934م سأل القسام المصلين من على المنبر: «هل أنتم مسلمون؟» وأجاب: «لا أعتقد»، وسكت قليلاً، ثم تابع كلامه قائلاً: «لأنه لو كنتم مؤمنين لكانت لكم عزة المؤمن، فإذا خرجتم من هذا المسجد وناداكم جندي بريطاني فلا تطيعوا نداءه». واتجه القسام إلى توعية الشعب بالشرور المحدقة بهم، وكان يُكثر من قوله بأن اليهود ينتظرون الفرصة لإفناء شعب فلسطين والسيطرة على البلاد وتأسيس دولتهم. ومن باب التحريض على الجهاد دعا القسام إلى توجيه اقتصاد البلد إلى شراء الأسلحة، وأنكر في هذا السبيل سياسة المجلس الإسلامي الأعلى في تزيين المساجد وبناء الفنادق، وقال: «يجب أن تتحول الجواهر والزينة في المساجد إلى أسلحة، فإذا خسرتم أرضكم فإن الزينة لن تنفعكم وهي على الجدران». ودعا مرة إلى تأجيل فريضة الحج وتحويل نفقاته إلى شراء الأسلحة.

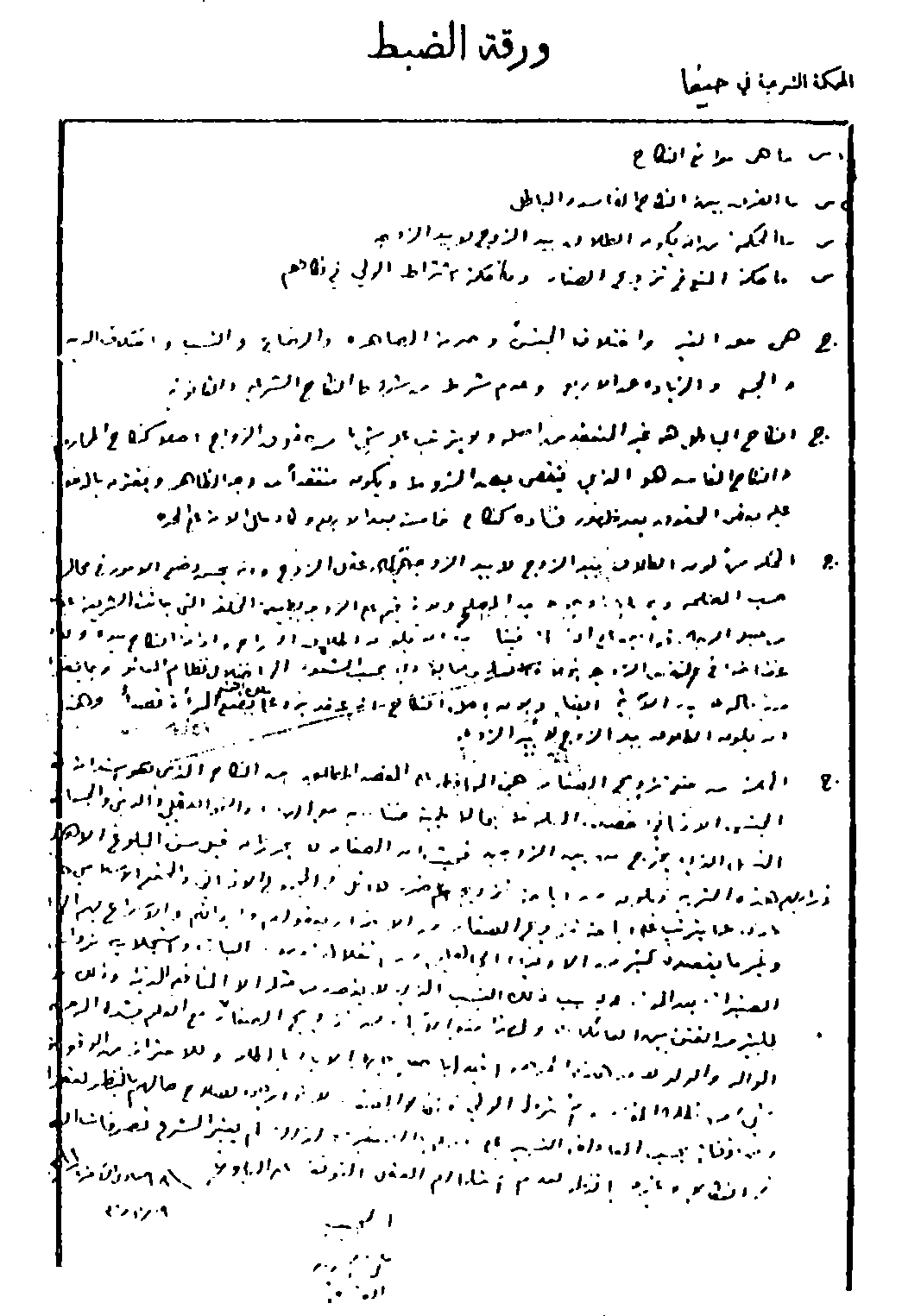
صورة ورقة الإجابة التي تقدم بها عز الدين القسام لامتحان المحكمة الشرعية في حيفا الخاص بالمتقدمين لوظيفة (مأذون أنكحة)، وهي بخط يده

وفي سنة 1929م، عُلم أن اليهود يأتمرون للهجوم على جامع الاستقلال، فطلب وجوهُ المسلمين في حيفا من السلطات البريطانية أن ترسل قوة لحراسة المسجد من الهجوم المدبَّر، فثار القسام على هذا الاقتراح، وقال من خطاب ألقاه بهذه المناسبة: «إن جوامعنا يحميها المؤمنون منا، إن دمنا هو الذي يحمي مساجدنا لا دم الآخرين»، ووصف الطلب بالجُبن، وعدّه دليلاً على الخضوع والذل، فكان يرفض أي حوار أو معاهدة مع الإنجليز ويقول: «من جرّب المجرَّب فهو خائن»، ولما دعته السلطات للتحقيق في كلامه لم ينكره، فعندما أُوقف أعلنت المدينة الإضراب، فاضطرت السلطات البريطانية إلى إخراجه من السجن، وتجنبت حكومة الانتداب اعتقاله فيما بعد. ويُروى أنه في إحدى خطبه، كان يخبئ سلاحا تحت ثيابه فرفعه وقال: «من كان منكم يؤمن بالله واليوم الآخر فليقتن مثل هذا»، فأُخذ مباشرة إلى السجن وتظاهر الناس لإخراجه وأضربوا إضراباً عاماً. وهكذا استطاع القسام في العشر سنوات التي أمضاها في جامع الاستقلال أن يجعل الناس مستعدين لتلبية نداء الجهاد، وصارت الكلمات الجهادية من خطبه على لسان الجمهور، ومن ذلك قوله: «المجاهد رائد قومه، والرائد لا يكذب أهله»، وقوله: «الجهاد رفيقه الحرمان»، ويقصد بالحرمان: الصبر على المشقة. وكان شعار القسام وتلاميذه: «هذا جهاد، نصر أو استشهاد».

#### وظيفة المأذون الشرعي
حصل عز الدين القسام على وظيفة المأذون الشرعي أو مأذون الأنكحة بعد اختبار فاز فيه على أربعة عشر متنافساً سنة 1929م أو 1930م، ولم يكن القسام يريد الوظيفة لذاتها، وإنما أرادها وسيلة مشروعة للاتصال بالناس في بيوتهم، وفي القرى المحيطة بمدينة حيفا، حيث استطاع القسام أن يعالج كثيراً من القضايا الاجتماعية المتعلقة بالنكاح والطلاق، والتي تعد من ركائز بناء المجتمع القوي المتماسك.
وقد وصف أحمد الشقيري حال عز الدين القسام قائلاً: «كنت على معرفة وطيدة بالشيخ عز الدين القسام، عرفته تقياً ورعاً، خطيباً دينياً صالحاً، واجتمعت به في مؤتمرات جمعيات الشبان المسلمين في حيفا وغيرها، ولم يكن يدور في خلدي أو في خلد غيري، حتى من أصدقائه المقربين، أن هذا الشيخَ المعممَ إمامَ الجامع كان يهيئ نفسه لقيادة ثورة مسلحة ضد السلطات البريطانية مباشرة».
وقال المؤرخ أمين سعيد: «كان القسام بعيداً عن الشهرة والإعلان عن النفس، فكان في حيفا كما كان في جبلة وفي جبال اللاذقية وفي كل مكان نزله، كان عنواناً للأخلاق الإسلامية، ومثالاً كاملاً للمسلم الحقيقي، الذي تذوق لذة الإسلام، واستنار بنور الإيمان واليقين، فما عُرف عنه ما يريبه أو يُدنّس سمعته، أو يدل على انشغاله بالسفاسف والزخارف، فأحرز مرتبة رفيعة، ونال مقاماً ممتازاً».
وكتب الصحفي عبد الغني الكرمي عن مناقب القسام ومآثره فقال: «عرفته بعد أن أثقلت كاهله السنون، وأربى على الستين، ولكن مجالدة الدهر ومقارعة الحوادث وصروف الزمان ما ألانت له قناة، وما أذلت له جناحاً لأحد، وما زادته إلا ورعاً وتقوى ... كان يمشي مطأطئ الرأس من خشية الله، وكان يتكلم في هدوء وتواضع واتزان، سمة العالم الواثق من نفسه، المؤمن برسالته، الحريص على تقوى الله وبث التعاليم الدينية الصحيحة بين الناس، وما سمعتُه على طول صلتي به لا يحبّ الإصغاء إلى لهو الكلام والمهاترة والاستغابة، فإذا أمعن المتحدثون في هذا الضرب من القول رفع رأسه وقال: «استغفروا الله أيها الناس»، وانصرف عنهم».

## العُصبة القسامية

### مراحل تكوين العصبة

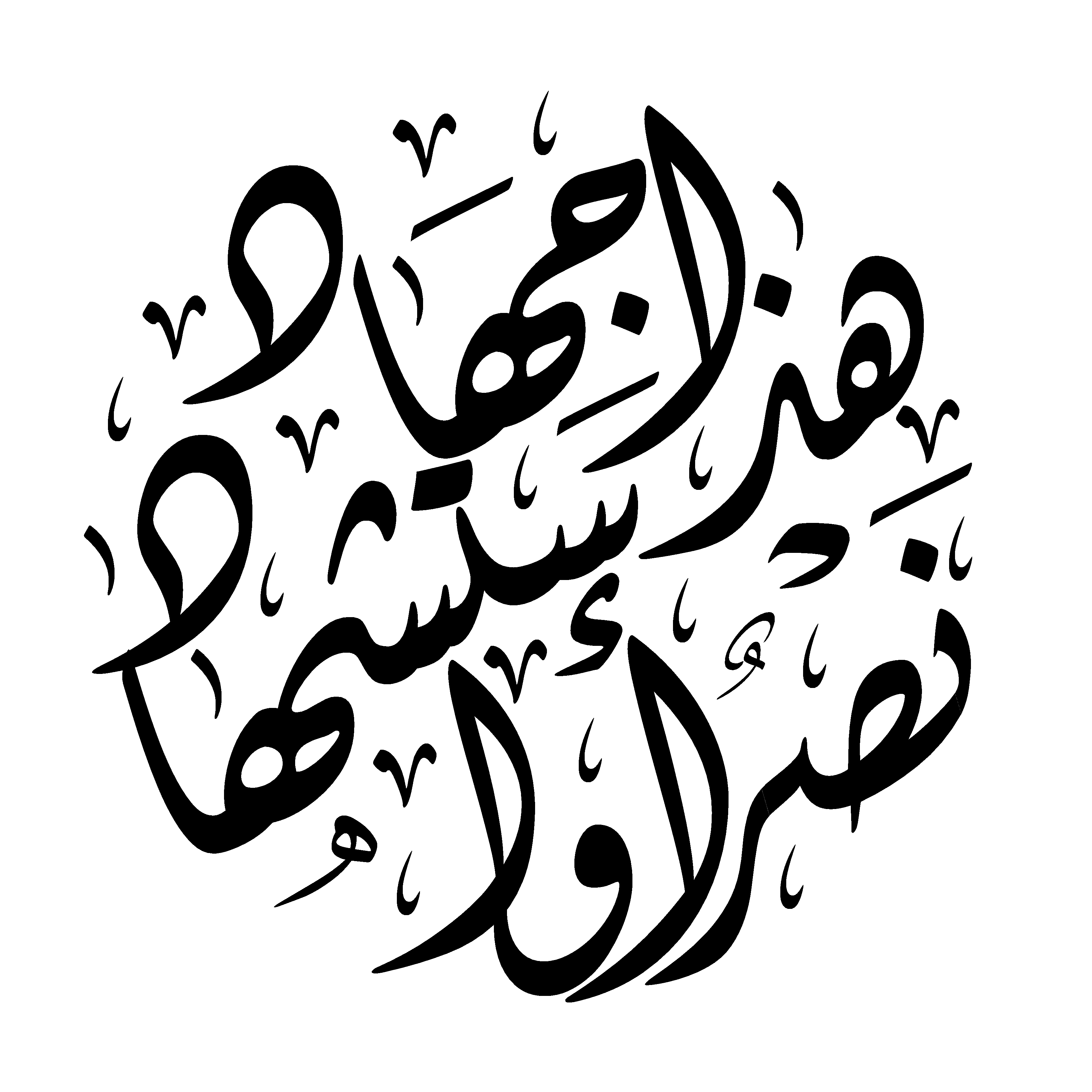
«هذا جهاد نصر أو استشهاد» شعار القسام والعصبة القسامية.

مرت العصبة القسامية الجهادية بعدة مراحل: فقد كانت في المرحلة الأولى فكرةً تُلحّ على القسام منذ هاجر إلى حيفا سنة 1920م، ولم تكن هذه الفكرة وليدة حيفا دار الهجرة، وإنما كانت موجودة منذ بدأ القسام حياته العملية بعد عودته من الأزهر، وعندما انتقل القسام إلى فلسطين بدأ يَدرس البيئة الجديدة التي سينشر فيها دعوته، فتعرّف على الناس وقضاياهم ومشكلاتهم، ودرس الخطط اليهودية والبريطانية لسلخ فلسطين عن بلاد المسلمين. وكانت المرحلة الثانية هي مرحلة الإعداد النفسي للشعب، ونشر روح الجهاد، وبناء القاعدة التي يستطيع أن يرفع تنظيمه عليها، وينتقي منها عناصره المنظمة، وقد ساعده على ذلك ما يملكه من علم وفهم في طبائع الرجال، وقدرة خطابية مؤثرة، وقد بدأت هذه المرحلة منذ تولي شؤون مسجد الاستقلال في حيفا، وفي أثناء عمله في جمعيات الشبان المسلمين، إذ أصبح القسام رئيساً لجمعية الشبان المسلمين عام 1926م.
وأما المرحلة الثالثة فهي مرحلة اختيار عناصر التنظيم، وهي مرحلة مختلطة بالمرحلة السابقة، وفي هذه المرحلة اعتمد القسام على العمل السري لبناء تنظيمه بعيداً عن مراقبة السلطات البريطانية والعصابات اليهودية، ولذلك كان لا يبوح بسر التنظيم إلا لأشخاص قلائل جداً، بعد أن يدرس شخصياتهم وأحوالهم النفسية دراسة كافية. ولاعتماده على السرية التامة والحذر الشديد في اختيار الأعضاء، سار التنظيم بطيئاً، وكان من أهداف البطء في بناء التنظيم وضع الأعضاء المختارين في مرحلة اختبار، وزيادة شحن للنفوس بمعاني الجهاد، وأن يتجهوا إلى تقويم أنفسهم عن طريق العبادة ومجاهدة النفس. وأما المرحلة الرابعة فقد كانت تتمثل بالإعداد العسكري بالتدريب على أدوات الحرب المتاحة، والمرحلة الخامسة كانت مرحلة التطبيق العملي السري بتنفيذ عمليات جهادية فردية، وأما المرحلة الأخيرة فهي مرحلة القرار الذي اتخذه القسام بالخروج إلى الجهاد.
قال محمد عزة دروزة تحت عنوان (الحلقات الجهادية وحركة الشهيد القسام):

### طريقة اختيار أعضاء العصبة

قمع المظاهرات عقب ثورة البراق سنة 1929م

كان القسام يختار أعضاء التنظيم السري مستخدماً منهجاً جديداً، يعتمد على السّرّيّة والدقة والحذر الشديد في اختيار الأنصار، فليس كل من أبدى حماساً للجهاد صالحاً للانضمام إلى عضوية التنظيم، فكان القسام يصر على صفات وأخلاق في الرجل تؤهله أن يكون في هذا التنظيم المحاط بالأعداء، وكانت أولى خطوات اختيار الرجل تبدأ من خلال التقاء القسام بالمصلين في مسجد الاستقلال، وبعد صلاة الجمعة، وفي دروس ما بعد العصر، حيث كان القسام يتفرس في وجوه المصلين، ويدرس شخصيات المتأثرين بدروسه وخطبه، فيزورهم في بيوتهم لمزيد من المعرفة والملاحظة، ويدعوهم لزيارته في منزله وتتكرر الزيارات، ويدور الحديث في كل زيارة حول الجهاد، إلى أن يؤمن الرجل بوجوب العمل لإنقاذ فلسطين، فإذا اطمأن القسام إلى صاحبه، أدخله في حلقة سرية، لا يزيد عدد أفرادها عن خمسة، وكان لكل حلقة نقيب يتولى القيادة والتوجيه.
ولتنظيم أبناء القرى اتبع القسام مبدأ زيارة القرى، وبخاصة القرى التي يسكنها أصدقاؤه في أقضية حيفا والناصرة وجنين، وإذا كان أحد أفراد التنظيم قروياً يسكن حيفا، فإن القسام يطلب منه العودة إلى قريته، ليمهد له عند مختار القرية ويدعوه لزيارته، وعندما يزور القرية يحرص على التقاء أهلها في درس ديني بعد صلاة العصر، أو مجلس ذكر بعد صلاة المغرب، ومن خلال هذه اللقاءات يتعرف على أكثر الناس تديناً، وكان يجتمع سراً مع من يرى فيهم الحميّة وحب الجهاد، ومع دوام الوعظ والملاحظة والتأهيل والتعليم يتم تشكيل حلقات جديدة. ولم تكن تتاح العضوية لأحد إلا بعد مدة من التجربة والمراقبة، ولا يشترط أن تكون التجربة في عمل تقوم به جماعة القسام، فقد تكون التجربة من خلال عمل فدائي يقوم به الرجل في مقاومة الإنجليز واليهود، ففي ثورة البراق سنة 1929م شارك آلاف من مسلمي فلسطين، وبرز منهم قادة مخلصون، فتوجهت أنظار جماعة القسام إلى هؤلاء لجذبهم إلى التنظيم السري.
وفتح القسام المجال أمام فئات المجتمع كافة: الغني والفقير، والمتعلم والأمي، والشباب والشيوخ، ولكنّ أكثر أنصاره الذين قبلوا دعوته هم أولئك الذين لم تغرّهم المناصب الحكومية، والذين ذاقوا مرارة مؤامرات الإنجليز واليهود بإخراجهم من ديارهم وأرضهم، ولذلك فإن الكثيرين من أفراد تنظيم القسام كانوا من الفقراء ومن العمال ومن غير المثقفين في المدارس والجامعات. وكان القسام قد أبدى اهتماماً بالمحتاجين والفقراء، فعمل على تحسين أحوالهم المعيشية، وأخذ يكافح الأمية في صفوفهم بالدراسة الليلية. واهتم أيضاً بإصلاح المنحرفين، وكان يؤمن «أن جرأة السارق أو القاتل من الممكن أن تتحول إلى شجاعة وجهاد إذا تاب إلى الله تعالى وآمن بالجهاد في سبيل الله»، ومثال ذلك قصة حسن الباير الذي اعترف للشرطة البريطانية بعد أسره إثر معركة يعبد فقال:
وبعد جهود ثلاث سنوات استطاع القسام تكوين اثنتي عشرة حلقة جهادية تعمل كل واحدة منفصلة عن الأخرى، وتتكون كل خلية من خمسة أفراد، أكثرهم من عمال البناء والسكك الحديدية وعمال الميناء والباعة المتجولين. ثم زاد عدد أفراد الخلية في أوائل الثلاثينات، فأصبحت تضم تسعة أفراد.

### بدء مرحلة القتال
كان بدء المرحلة الجادة في التسلح والتدريب في أواخر عام 1928م، عندما خطا اليهود خطوة جريئة حيث تجاوزوا المباح لهم عند حائط البراق، وتداعوا من كل أنحاء فلسطين، وتدفقوا إلى الزيارة آلافاً مؤلفة بين مظاهر الحماس والزهوّ، فأثار هذا المسلمين، وتداعوا إلى حراسة المسجد الأقصى والدفاع عنه، مما دفع جماعة القسام إلى الانتقال من مرحلة الدعوة إلى مرحلة الإعداد العسكري المسلح، ويذكر أبو إبراهيم الكبير أنه في عام 1928م إثر ازدياد التهديد اليهودي: «طلبنا من الشيخ أن ينتقل من مرحلة الكلام إلى العمل، وطلبنا أن نتسلح ونتدرب، فاشترينا بندقية، وأحضرنا مدرباً كان اسمه محمد أبو العيون، وكانت تبدأ الجلسة بأن يُلقي الشيخ دروسَه، ثم تحولت دروس الشيخ من دروس دينية إلى تحريض على الجهاد، وكان المدرب يقوم آخر الجلسة بتدريب الموجودين على البندقية واحداً واحداً».

استجاب الشيخ راشد الخزاعي أمير حاكمية جبل عجلون لنداء القسام، وأمدّه بالحماية والمال والسلاح

ثم جاءت ثورة البراق عام 1929م لتعجّل بالتحضير العسكري، والانتقال من المرحلة السرية إلى المرحلة العلنية، فأخذ القسام يتولى تدريب المجاهدين بنفسه، وكان يخرج ليلاً يُدرب الأعضاء على الأسلحة، ويوجههم إلى أساليب الكفاح المسلح. ويصف حسن شبلاق (عضو الهيئة المسؤولة عن الحجّارة في أراضي الكبابير بجبل الكرمل وأحد الذين تدربوا على يد القسام) الخطواتِ كالتالي: «كنا نجتمع قبل الخروج إلى جبل الكرمل في واحد من الجوامع الثلاثة: الاستقلال والجامع الكبير (الجرينة) والجامع الصغير، وكان الخروج عادةً على مستوى الحظيرة، ثلاثة أشخاص يعرف بعضهم بعضاً، والحُجة القانونية التي كنا نتسلح بها في خروجنا وجودُ المحاجر، فلي محجرٌ هناك مثلاً، ومعظم الحجّارة السبعمئة كانوا من القساميين، وكان القسام يخرج مع كل حظيرة، ويُعلّمها فكَّ وتركيبَ البندقية وتنظيفَها وكيفيةَ استخدامها».
وكان القسام حازماً في تدريب المجاهدين، قال أحد القساميين: «كان يأخذنا لدروس التدريب وإطلاق النار، ويطلب منا أن نمشي حُفاةً، وعندما كنا نتدرب في الجبال كان يجعلنا ننام في العراء في جو بارد، وكان يطلب منا السير دون حمل طعام أو ماء، حتى نستطيع تحمل الجوع والعطش، وكان يطلب منا أن ننام مرة أو مرتين في الأسبوع على الحصير بغطاء خفيف، وكان يصرّ دائماً على سرية أنشطتنا، ولذلك كنا نواجه متاعب في بيوتنا مع زوجاتنا وعائلاتنا، لأننا لا نستطيع شرح وتوضيح لماذا ننام بهذه الطريقة، وكان علينا أن نحتمل هذا، لأننا تعاهدنا على تنفيذ هذه الأوامر».
طلب عز الدين القسام العون ممن حوله وقام بالاتصال بكُل الملوك والأُمراء والزعامات العربية في ذلك الوقت، حيث اتصل بالملك فيصل في سوريا طلباً لمؤازرته في ثورته، فوعده ولم يُثمر وعده عن شيء، واتصل بالحاج أمين الحسيني مفتي فلسطين الأكبر وطلب منه أن يهيئ الثورة في منطقته، فأجابه بأنه يرى أن تحل قضية فلسطين بالطرق السلمية عن طريق المفاوضات، فما أجابه ولبى نداءه بالدعم والعون إلا الأمير راشد بن خزاعي الفريحات، وهو أمير وزعيم عربي أردني (1850 - 1957م)، وقد اشتهر الأمير راشد الخزاعي بمناهضته للانتداب البريطاني في بلاد الشام ودعمه للثورتين الفلسطينية والليبية، كما عُرف عنه معارضته وثورته علناً ضد النظام الملكي الأردني منذ قدوم عائلة الشريف حسين بن علي الهاشمي والملك عبد الله الأول بن حسين إلى إمارة شرق الأردن، كما وقف الأمير راشد الخزاعي بوضوح وبقوة مع جهود الملك عبد العزيز بن عبد الرحمن بن فيصل آل سعود في توحيد الجزيرة العربية. نهض الأمير راشد الخزاعي ليمد القسام ورجاله بالمال والسلاح والمأمن، ووقف إلى جانبه في ثورته، ويُذكر أن عز الدين القسام لجأ مرة إلى جبال عجلون مع عدد من الثوار، وكانوا في حماية الأمير راشد، وقد تواصل القسام مع الأمير من شرق الأردن للمؤازرة وليهيئ الثورة ضد الانتداب البريطاني وأعوانه في شرق الأردن، وقد قدم الأمير الخزاعي إمداداً مباشراً وقوياً للقسام بالمال والسلاح، فضلاً عن توفير الحماية للثوار الفلسطينيين في جبال عجلون الحصينة من فترة لأخرى، الأمر الذي استدعى من الأمير راشد وقبيلته ومعظم عشائر الشمال الأردني للمواجهة مباشرة مع النظام الأردني، وخاصة مع الملك عبد الله الأول بن حسين والانتداب البريطاني الذي حاول تصفية الأمير الخزاعي بقصف مواقعه وقتل كثير من الثوار الأردنيين الموالين للخزاعي في ذلك الوقت، مما اضطره بعدها إلى مغادرة الأراضي الأردنية إلى السعودية عام 1937م، واندلعت على إثر لجوئه ثورة في جبال عجلون امتدت بعدها لنطاق واسع في إمارة شرق الأردن.
ويذكر صبحي ياسين أنه في يوم 12\11\1935م كانت الجمعية تملك ألف قطعة سلاح، وقاعدةَ تسليح في منطقة اللاذقية، وفي هذا اليوم اجتمعت القيادة في حيفا، ودرست الموقف العام في فلسطين، وتقرّر بدء الجهاد العلني.

### بدء الجهاد العلني سنة 1935م
قال إبراهيم الشيخ، وهو أحد مجاهدي العُصبة القسامية، معلّلاً خروج القسام إلى الجهاد العلني: «في أوائل عام 1935م رأى القائد القسام أن المستعمِر يراقب تحركاتِ القساميين مراقبة دقيقة، وكان القائد يخشى أن يَعتقل الإنجليز النخبة الصالحة من إخوانه، فيُفسدَ جميع مخططات العصبة قبل أن تظهر، وكان يرى الخروجَ إلى الجبال والطوافَ بالقرى وحثَّ المواطنين على شراء السلاح والاستعداد للجهاد. وقد أكّد هذا الرأيَ عددٌ من أتباع القسام».
ومن أسباب خروج القسام إلى الجهاد أيضاً: ازدياد الهجرة اليهودية إلى فلسطين، واتساع مساحة الأراضي التي استولوا عليها، فقد دخل فلسطين سنة 1935م 62000 يهودي، وامتلك اليهود في العام نفسه 73000 دونم من الأراضي العربية، حتى كتب المندوب السامي البريطاني قبل نهاية سنة 1935م إلى وزارة المستعمرات يقول: «إن خُمس القرويين قد أصبحوا بالفعل دون أراضٍ يمتلكونها، كما أن عدد العمال العاطلين في المدن آخذٌ في الازدياد».
وبعد أن حزم القسام أمره وعزم على الخروج، بدأ يتصل بأتباعه وإخوانه ويتحدث معهم في قراره إعلان الجهاد، قال عربي البدوي: «قبل الخروج، كنا لمدة أسبوع نتباحث، ونجتمع في بيوت متفرقة، وأخيراً قررنا الخروج. وكان الأمر القيادي الأول: ليتوجه كلٌّ إلى أهله، يستودعهم الله، ويعاهدهم على اللقاء في الجنة إن شاء الله». وفي آخر خطبة له في جامع الاستقلال، فسّر للمصلين الآية الكريمة: ﴿أَلَا تُقَاتِلُونَ قَوْمًا نَكَثُوا أَيْمَانَهُمْ وَهَمُّوا بِإِخْرَاجِ الرَّسُولِ وَهُمْ بَدَءُوكُمْ أَوَّلَ مَرَّةٍ أَتَخْشَوْنَهُمْ فَاللَّهُ أَحَقُّ أَنْ تَخْشَوْهُ إِنْ كُنْتُمْ مُؤْمِنِينَ ۝١٣﴾ [التوبة:13]. يقول يوسف الشايب الذي استمع إلى الخطاب: إن آخر كلمات قالها القسام في خطبته: «أيها الناس، لقد علّمتكم أمور دينكم حتى صار كل واحد منكم عالماً بها، وعلّمتكم أمور وطنكم حتى وجب عليكم الجهاد، ألا هل بلغت؟ اللهم فاشهد، فإلى الجهاد أيها المسلمون، إلى الجهاد أيها المسلمون».
وبعد ساعة من إلقاء الخطبة، أخذت السلطة تفتش عنه للقبض عليه ومحاكمته، ولكنه كان قد ودّع أهله وإخوانه، وحمل بندقيته، وذهب وصحبه إلى الجبال. ويؤكد يوسف الشايب أن القسام خرج بعد هذه الخطبة، وأن سيارةً كانت تنتظره خارج المسجد، وأنه لم يشاهده أحد في حيفا بعد ركوبه السيارة. وأصح الأقوال في زمن خروجه أنه في ليلة 26 أو 27 من شهر تشرين الأول (أكتوبر) سنة 1935م.

## معركة يعبد

### ما قبل المعركة
غادر عز الدين القسام وصحبُه حيفا، واتجهوا نحو قضاء جنين، وكان أصحابه في انتظاره في مكان متفق عليه، وأما بقية المجاهدين المنظمين في الخلايا فقد تفرقوا في القرى ليكونوا دعاةً إلى الجهاد، وليكونوا القادة المحرّكين عندما يحين وقت الإعلان والنفير العام. ويبدو أن الموعد كان في قرية نورس حيث ينتظرهم الشيخ فرحان السعدي، وهناك أقاموا في مغارة في أحد جبال القرية، ثم اتجهوا نحو قرية كفر دان، وكانت الشرطة قد أعلنت عن حوافز مادية لتشجيع القرويين على الإدلاء بمعلومات عنهم، ونشرت الشرطة خبراً يفيد أن المجموعة المطاردة في جبال جنين هي عصابة لصوص، وذلك لتضليل الناس والحصول على معلومات عن تحرّكها. ثم انتقلت الجماعة من كفر دان إلى قرية برقين، ومنها انتقلوا إلى جبال قريتي البارد وكفر قود.
وقد وصف عربي البدوي، وهو أحد أفراد العصبة المرافقين للقسام، هذه المرحلة من حركة الجماعة فقال:
وفي الثامن عشر من شهر تشرين الثاني (نوفمبر) سنة 1935م ترك القسام وصحبه جبال كفر قود واتجهوا نحو خربة الشيخ زيد قُرب قرية يعبد حيث الشيخ سعيد الحسان أحد أفراد عصبة القسام، وفي الطريق لاحظ عربي بدوي متابعة الجواسيس خطواتهم، فطلب من القسام أخذ قسط من الراحة لبحث مسألة الجواسيس، يقول عربي:

### يوم المعركة
في اليوم التاسع عشر من شهر تشرين الثاني (نوفمبر) أصبحت تحركات الجماعة تلاقي صعوبة شديدة، فقد وصل إلى جنين عدد كبير من رجال المخابرات والجواسيس، وانبثوا بين الناس في قرى القضاء، وكانوا يتخفون في زي عامل أو فلاح أو زبّال. وفي اليوم نفسه وصل القسام وصحبه خربة الشيخ زيد، ونزلوا في بيت الشيخ سعيد الحسان حتى صبيحة الأربعاء 20\11\1935م، وهو اليوم الذي قُتل فيه عز الدين القسام. ويصف عربي البدوي مَشاهد من هذا اليوم فيقول:
وحين عرف القسام أن أفراد الشرطة يقتربون، أعطى للمجاهدين أمراً بألا يُطلقوا النار على أفراد الشرطة العرب، وأن يُوجهوا رصاصهم إلى الإنجليز، وكان الضباط الإنجليز قد وضعوا الشرطة العربية في ثلاثة مواقع أمامية، وتمترس الإنجليز خلفهم، ولم تكن الشرطة العربية تعرف حقيقة الجهة التي أُحضروا إليها، وحقيقة الجماعة التي يطاردونها، فقد ادّعوا لهم بأن المطارَدين لصوصٌ يهددون أمن البلاد. واتخذت المعركة بين الطرفين شكل عراك متنقل، وساعدت كثافة الأشجار على انتقال أفراد الجماعة من موقع إلى آخر، ودامت المعركة مستمرةً من الصباح الباكر حتى وقت قُبيل العصر، وقد ثبت المجاهدون وأبوا الفرار، وكانوا يستطيعون ذلك، وبدت أمامهم فرصة للنجاة عندما ناداهم الضابط البريطاني: «استسلموا تنجوا»، فأجاب القسام: «لن نستسلم، هذا جهاد في سبيل الله»، ثم هتف بأصحابه: «موتوا شهداء»، فردد الجميع: «الله أكبر الله أكبر».
فقُتل في المعركة: القائد عز الدين القسام، وثلاثة من أصحابه: يوسف عبد الله الزيباوي من قرية الزيب في قضاء عكا، وعطية أحمد المصري وهو مصريّ جاء عاملاً إلى حيفا، وأحمد سعيد الحسان من نزلة زيد. وجُرح في المعركة: نمر السعدي من غابة شفا عمرو، وأسعد المفلح من أم الفحم. وأُسر في المعركة: حسن الباير من برقين، وحُكم عليه بالسجن 14 عاماً، وأحمد عبد الرحمن جابر من عنبتا، وحُكم عليه بالسجن 14 عاماً، وعربي البدوي من قبلان، وحُكم عليه بالسجن 14 عاماً، ومحمد يوسف من سبسطية. وأما الإنجليز فقد قُتل منهم أكثر من 15 قتيلاً في المعركة.

### نتائج المعركة
توفّي القسام في معركة يعبد، فوجدوا في ثيابه مصحفاً وأربعة عشر جنيهاً فقط، وقد زعم بعض المؤلفين أن القسام باع بيته في حيفا قبل خروجه، ورُوي أن القسام لم يكن يمتلك بيتاً، وإنما كان يسكن بيتاً مستأجراً، وكذلك رفيقه محمد الحنفي، مع أن القسام والحنفي قد وصلت لأيديهم آلاف الجنيهات، فكانوا ينفقونها في شراء السلاح.
| « لقد سمعتُك قبلَ اليوم خطيباً مفوّهاً تتّكئ على السيف وتَهدُرُ من على المنبر، وسمعتك اليوم خطيباً تتكئ على الأعناق ولا منبرَ تقف عليه، ولكنّك والله اليومَ أخطبُ منك حيّاً » |
| — أكرم زعيتر |

نُقلت جثامين القتلى من ساحة المعركة إلى جنين، ثم أرسلت إلى حيفا لتُسلّم إلى ذويها، واشترطت السلطات البريطانية شرطين: أولاهما: أن يكون الدفن في الساعة العاشرة من صباح الغد، الخميس 21\11\1935م، وثانيهما: أن تسير الجنازة من بيت عز الدين القسام الواقع خارج البلدة إلى المقبرة في بلد الشيخ، فلا يُستطاع السير بالجثامين داخل المدينة.
وصدرت الصحافة المحلية تحمل نبأ وفاة القسام في صفحاتها الأولى، وعندما وصل النبأ إلى الناس أقفلت حيفا محالّها، وتدفقت إلى بيت القسام، وجاءت الوفود من جميع أنحاء فلسطين لتشارك في تشييع الجنازة، وأخذت المآذن تزفّ الخبر في جميع أنحاء البلاد. وحمل الناس نعوش القتلى الثلاثة، واتجهوا إلى جامع الجرينة (النصر) في وسط حيفا، مخالفين شرط السلطات البريطانية، وبعد صلاة الجنازة أبّن الشيخ يونس الخطيب قاضي مكة الأسبق القتلى بكلمة مؤثرة، بيّن فيها «أجر الشهداء عند ربهم».
وقالت جريدة الجامعة العربية بتاريخ 3\1\1936م: «يحتفل أبناء فلسطين بإحياء ذكرى مجاهد من سورية الشمالية سقط شهيداً في سبيل استقلال سورية الجنوبية، وليس ذلك فحسب، بل قاد حملة جهاد لعلها الأولى من نوعها في تاريخ الإسلام الحديث في فلسطين وسورية والشرق العربي بأسره».
وقال عبد الوهاب الكيالي في كتابه «تاريخ فلسطين الحديث» مبيناً نتائج معركة يعبد:

## العُصبة القسامية بعد وفاة القسام

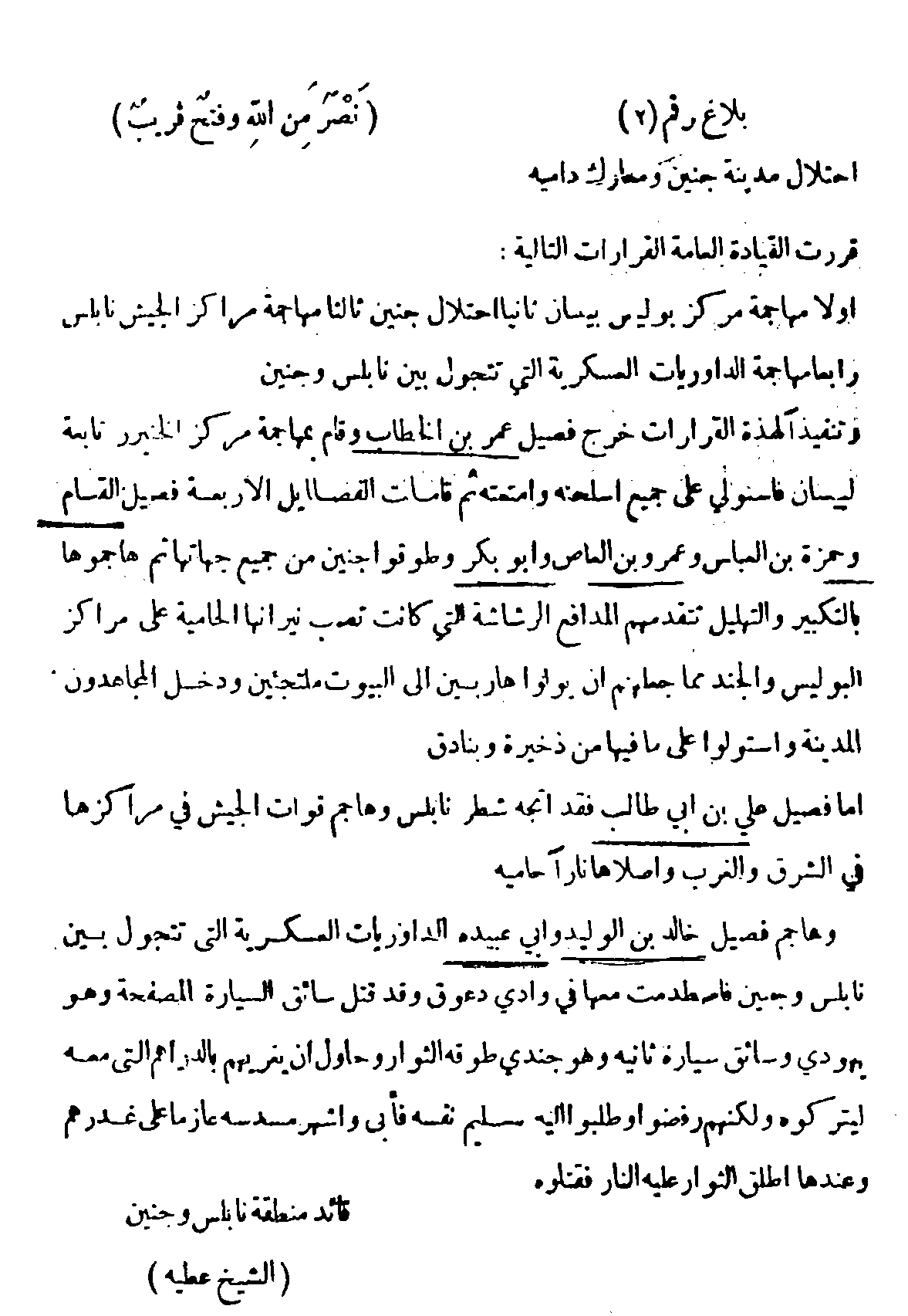
صورة بلاغ حربيّ تظهر فيه أسماء فصائل المجاهدين مثل: فصيل عمر بن الخطاب وفصيل القسام وفصيل علي بن أبي طالب... وهذا من تأثير القسام والعُصبة القسامية

بعد استشهاد عز الدين القسام قامت القوات البريطانية يوم 8 ديسمبر 1935 بمداهمة منزل نمر السبع رئيس بلدية قلقيلية  فاعتقلته مع ابنه أحمد السبع وشقيقه عبد الرحيم السبع بحجة أنّهم أعضاء في جماعة عز الدين القسام  كما قُدّم العديد من أصحاب القسام إلى المحكمة، فاعترفوا بحمل السلاح والاشتباك مع الإنجليز، وحكوا كل ما كان من العُصبة في أحراش يعبد، فقد كانت هذه المرحلة من الخطة القسامية أن يرى أبناء فلسطين أن هناك جهاداً وثورةً، وأن يُستفاد من منبر المحاكمة للتعبير عن اتجاه جديد يريد أن يفرض نفسه على الساحة، ويُوجّه العمل إلى اتجاه جهادي. قال أحمد الشقيري، وهو أحد المحامين الذين دافعوا عنهم، يصفهم أثناء سجنهم: «إنهم كانوا في حالة نفسية هادئة، لا يشوبهم القلق والجزع، وكانت سكينة الإيمان والتقوى ترتسم على وجوههم، وتتحكم في سلوكهم، ولم يكن فيهم ما ينبئ أنهم خرجوا من المعركة أمس، ولا حرج عليهم أن يعودوا إليها غداً».
ومما قاله الشيخ نمر السعدي أمام المحكمة: «إنني أعترف بكوني صديقاً للقسام ومن أنصاره، وأعتقد أن الشيخ عز الدين القسام على الحق في كل ما عمل، وليس على الباطل، ولم تكن له مآرب شخصية، وإنما هو مجاهد في سبيل الله والوطن». وقد هتفت الجماهير في المحكمة للمحكوم عليهم وهم خارجون من المحكمة فخاطبهم الشيخ أسعد المفلح قائلاً: «لا تخافوا علينا، إننا لا نخاف أحداً إلا الله، نحن على حق، ولا تهمنا القوة ما دمنا مؤمنين بحقنا، والله أكبر ولله الحمد»، فرددت الجماهير: «الله أكبر، الله أكبر».

### ثورة فلسطين الكبرى 1936-1939م

الشيخ فرحان السعدي، خليفة عز الدين القسام وأحد قادة ثورة فلسطين الكبرى

كان لمقتل القسَّام الأثر الأكبر في اندلاع الثورة الفلسطينية الكبرى عام 1936م، وكانت نقطة تحول كبيرة في مسيرة الحركة الوطنية الفلسطينية بعد ذلك. فقد حدد القسام مسؤوليات القادة من بعده، ووزع عليهم مناطق فلسطين، وتأخر امتداد الثورة بعد وفاة القسام بسبب مقتل عدد من القياديين في الجماعة واعتقالهم، وخلال الشهور الخمسة (بين وفاة القسام في 20\11\1935م وبين إعلان متابعة الجهاد في نيسان (أبريل) سنة 1936م) قام أتباع القسام بدراسة خطة عمل شاملة لاستمرار الثورة حتى تتحقق أهدافها، وقاموا بالانتشار في الجبال، وتنظيم الجماعات السرية في أنحاء فلسطين، وخصوصاً في الشمال، كما قام المثقفون من أتباع القسام بتحريض الشعب على الجهاد.
ومن المؤكد أن أتباع القسام لم يُلقوا السلاح بعد مقتله، بل قاموا بتنظيم أنفسهم، وأصبح القائد الخليفة هو الشيخ فرحان السعدي، وبقيادة فرحان السعدي بدأت الثورة الكبرى (1936-1939م) عندما قامت مجموعته بقتل يهوديين وجرح ثالث في نواحي قريتي عنبتا ونورس، مما هز البلاد وأحدث جواً عاماً من التوتر، هيّأ النفوس للمشاركة في الثورة، قامت إثرها حوادث يافا التي أدت إلى اشتباكات بين العرب واليهود. وإثر هذه الأحداث تشكلت اللجان القومية في مدن فلسطين وقراها، للإشراف على سير الحركة الوطنية، وأعلنت عن بدء الإضراب الشامل منذ 20\4\1936م، وامتد ستة أشهر كاملة، ثم تشكلت اللجنة العربية العليا لتكون القيادة السياسية الموحدة للعمل الوطني، ومُثلت فيها الأحزابُ كلُّها، وترأسها الحاج أمين الحسيني.
وقد ثبت أن عُصبة القساميين كانت لها القيادة والتوجيه والتنظيم في شمال فلسطين، عندما تجددت الثورة سنة 1937م، ولها دور بارز ورئيس في قيادة منطقة لواء نابلس وتنظيمها، حيث كانت هاتان المنطقتان أشدَّ مناطق الثورة قوةً وعملاً ونشاطاً. وقد قال المؤلف «رودلف بيترز» صاحب كتاب «الجهاد في الإسلام قديماً وحديثاً»: «لقد تشكلت في أثناء الثورة الكبرى بفلسطين جماعات كثيرة، شنت حرب عصابات، ونجحت في شلّ الحكومة المدنية، وأخضعت مناطق واسعة من البلاد لسيطرتها، وإن كثيراً منها كان يقودها أتباع الشيخ عز الدين القسام، وكانت تتصور النضال بمفهوم ديني بحت، إذ كانت تطلق على نضالها اسم الجهاد، وقد شابهت في عملها منظمات الجهاد المبكرة مثل السنوسية في ليبيا والمهدية في السودان والمحمدية في الهند»، وذكر أن تنظيم القسام أثر تأثيراً كبيراً في الثورة الكبرى في فلسطين (1936-1939م).

## القسام في الثقافة

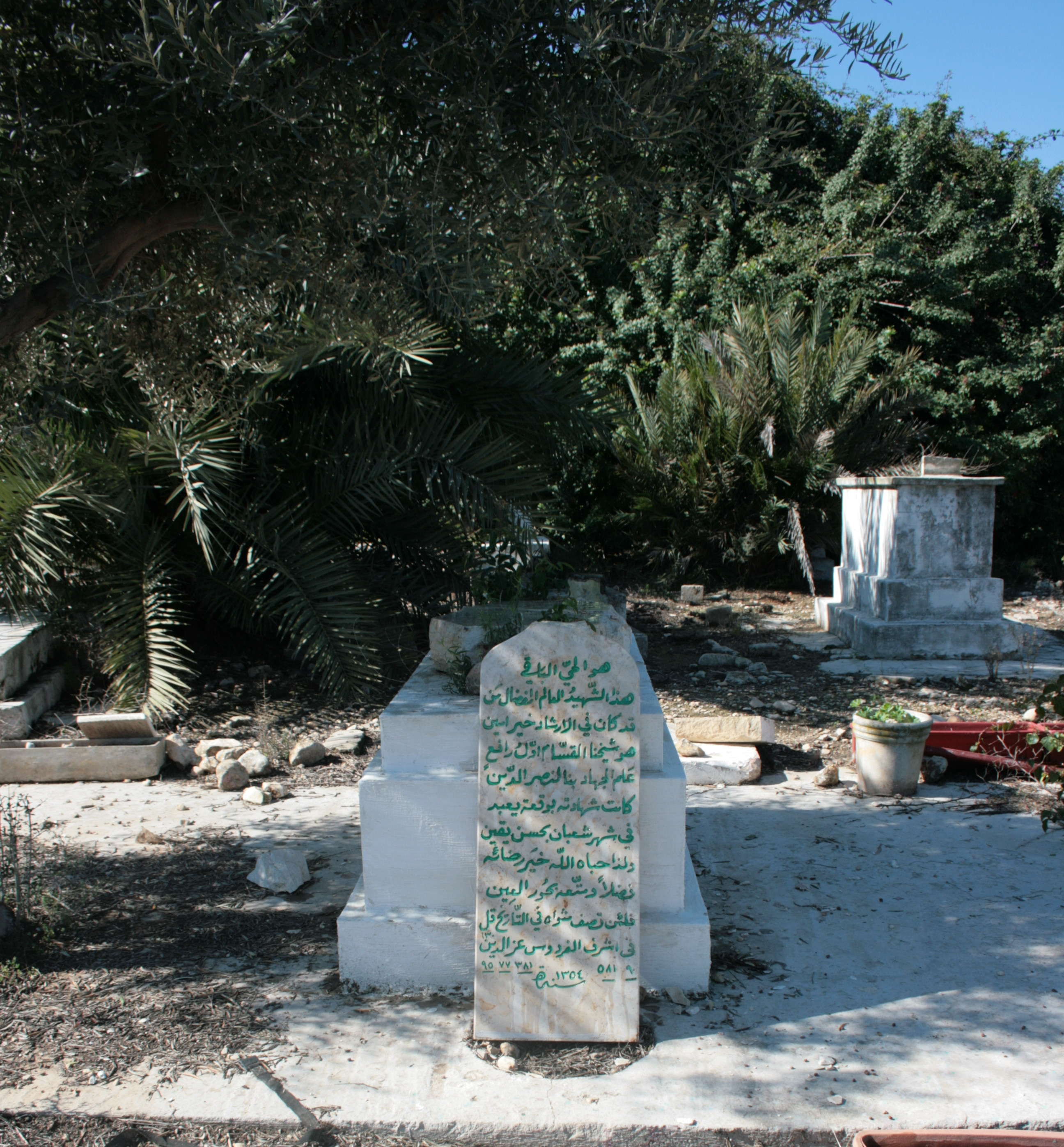
شاهد قبر عز الدين القسام، وقد كُتبت عليه مجموعة من الأبيات في رثائه

شعار كتائب الشهيد عز الدين القسام، الجناح العسكري لحركة حماس

نُقشت على شاهد قبر عز الدين القسام مجموعةٌ من الأبيات هي:
كما قيل في رثاء القسام الكثير من القصائد والأشعار، ومن ذلك ما قاله شاعر فلسطين عبد الكريم الكرمي:
وما قاله الشاعر فؤاد الخطيب:
وأما هذه القصيدة فقد جاءت رداً على بيان حكومة الانتداب الذي أعلن «القضاء على عصابة من الأشقياء في أحراش يعبد»، وهي للشاعر نديم الملاح بعنوان «سمّوك زوراً..»:
وقال الشاعر صادق عرنوس:
وقد اختارت حركة المقاومة الإسلامية (حماس) «عز الدين القسام» ليكون اسماً لجناحها العسكري، وأعلنت كتائب القسام أن هدفها العام هو «تحرير كل فلسطين من الاحتلال الصهيوني الذي يغتصبها عنوةً منذ عام 1948م، ونيل حقوق الشعب الفلسطيني التي سلبها الاحتلال، فهي جزء من حركة ذات مشروع تحرر وطني، تعمل بكل طاقتها من أجل تعبئة وقيادة الشعب الفلسطيني وحشد موارده وقواه وإمكانياته، وتحريض وحشد واستنهاض الأمتين العربية والإسلامية في مسيرة الجهاد في سبيل الله لتحرير فلسطين».
كما أخرج المخرج السوري هيثم حقي مسلسلاً بعنوان عز الدين القسام سنة 1981م، مثّل فيه دورَ القسام الممثلُ السوري أسعد فضة.

## الهوامش
1. ↑  اختلف المؤرخون في سنة الولادة، فذكرت مصادر أنه وُلد سنة 1871م، وذكرت مصادر أخرى سنة 1882م، لكنّ مصباح غلاونجي، وهو من أهل جبلة، اختار سنة 1883م، وقال: «هو الصحيح، لأنه مأخوذ من سجلات الأحوال المدنية الرسمية في جبلة، وربما كان الاختلاف بين سنة 1882م و1883م هو حساب ما يوازي السنة الهجرية المسجلة في أوراق الحكومة التركية، والله أعلم».
2. ↑  خربة الشيخ زيد: تُعرف أيضاً باسم نزلة زيد، تقع في الجهة الشمالية من يعبد، على مسافة أقل من ثلاثة أكيال، وهي مِلك لآل زيد من عائلات يعبد.
3. ↑  خربة الطرم: تقع في الجهة الشمالية الشرقية من يعبد.

## وصلات خارجية
- عز الدين القسام - موقع مقالات إسلام ويب
- عز الدين القسام .. الشيخ المجاهد - موقع قصة الإسلام
- شهادات حية في الذكرى الثالثة والسبعين لاستشهاد القسام - الجزيرة.نت
- من هو عز الدين القسام؟ محاضرة للشيخ محمد موسى الشريف - يوتيوب
- القسام والتجربة القسامية - الجزيرة.نت